# Бзіте
Бзіте (пол. Bzite) — село в Польщі, у гміні Красностав Красноставського повіту Люблінського воєводства.
Населення — 405 осіб (2011).
У 1975-1998 роках село належало до Холмського воєводства.

## Демографія
Демографічна структура станом на 31 березня 2011 року:
|          | Загалом | Допрацездатний вік | Працездатний вік | Постпрацездатний вік |
| -------- | ------- | ------------------ | ---------------- | -------------------- |
| Чоловіки | 188     | 48                 | 116              | 24                   |
| Жінки    | 217     | 45                 | 123              | 49                   |
| Разом    | 405     | 93                 | 239              | 73                   |